# دوست‌دختر (فیلم ۲۰۱۰)
«دوست‌دختر» (انگلیسی: Girlfriend (2010 film)) یک فیلم است که در سال ۲۰۱۰ منتشر شد. از بازیگران آن می‌توان به شنون وودوارد، جکسون رادبون، و آماندا پلامر اشاره کرد.